# Cyclisme aux Jeux panaméricains de 1975
Navigation
Jeux panaméricains de 1971 Jeux panaméricains de 1979
Les compétitions de cyclisme des Jeux panaméricains de 1975 se sont déroulées du 18 au 25 octobre à Mexico, Mexique.
La course en ligne vit la victoire de la sélection cubaine, profitant du marquage étroit entre les sélections favorites qu'étaient les États-Unis, le Mexique et la Colombie. Seul le Colombien Alfonso Flórez, dépêché pour protéger ses leaders, put s'intercaler entre les Cubains Arencibia et Cardet.

## Podiums

### Courses sur route
| Compétitions       | Or                                                                                               | Argent                                                                   | Bronze                                                                             |
| ------------------ | ------------------------------------------------------------------------------------------------ | ------------------------------------------------------------------------ | ---------------------------------------------------------------------------------- |
| Course en ligne    | Aldo Arencibia (CUB)                                                                             | Alfonso Flórez (COL)                                                     | Carlos Cardet (CUB)                                                                |
| 100 km par équipes | Mexique Rodolfo Vitela (de) Francisco Huerta (en) Ceferino Estrada (en) José Luis Castañeda (en) | Cuba Roberto Menéndez (en) José Prieto (en) Carlos Cardet Aldo Arencibia | Colombie Álvaro Pachón Jaime Galeano (es) Luis Carlos Manrique (en) Alfonso Flórez |

### Courses sur piste
| Compétitions           | Or                                                                            | Argent                                                                                      | Bronze                                                                        |
| ---------------------- | ----------------------------------------------------------------------------- | ------------------------------------------------------------------------------------------- | ----------------------------------------------------------------------------- |
| Kilomètre              | Jocelyn Lovell (CAN)                                                          | David Weller (JAM)                                                                          | Steve Woznick (USA)                                                           |
| Vitesse individuelle   | Steve Woznick (USA)                                                           | Octavio Dazzan (ARG)                                                                        | Carl Leusenkamp (USA)                                                         |
| Poursuite individuelle | Balbino Jaramillo (es) (COL)                                                  | Francisco Huerta (MEX)                                                                      | Fernando Vera (CHI)                                                           |
| Poursuite par équipes  | États-Unis Roger Young (de) Ron Skarin (de) Ralph Therrio (en) Paul Deem (en) | Colombie Luis Hernán Díaz Jaime Galeano (es) Balbino Jaramillo (es) John Jairo Quiceno (en) | Mexique F. Vázquez Ernesto Hernández Rubén Camacho (en) Francisco Huerta (en) |

## Récapitulatif des médailles
Ce tableau n'est pas officiel et n'est qu'un récapitulatif des médailles obtenues par sélection.
| Rang  | Nation     | Or | Argent | Bronze | Total |
| ----- | ---------- | -- | ------ | ------ | ----- |
| 1     | États-Unis | 2  | 0      | 2      | 4     |
| 2     | Colombie   | 1  | 2      | 1      | 4     |
| 3     | Cuba       | 1  | 1      | 1      | 3     |
| -     | Mexique    | 1  | 1      | 1      | 3     |
| 5     | Canada     | 1  | 0      | 0      | 1     |
| 6     | Argentine  | 0  | 1      | 0      | 1     |
| -     | Jamaïque   | 0  | 1      | 0      | 1     |
| 8     | Chili      | 0  | 0      | 1      | 1     |
| Total | Total      | 6  | 6      | 6      | 18    |